# Hervé Nzelo-Lembi
Hervé Nzelo-Lembi (* 25. August 1975 in Kinshasa) ist ein ehemaliger kongolesischer Fußballspieler mit belgischem Pass. In der Bundesliga war Lembi von 2002 bis 2006 für den 1. FC Kaiserslautern aktiv.

## Verein
Lembi war vor der Saison 2002/03 einer der großen Hoffnungsträger des 1. FC Kaiserslautern, als er vom belgischen Topklub FC Brügge verpflichtet wurde. Der Kongolese hatte zunächst einen schweren Stand beim FCK und konnte die Erwartungen nicht erfüllen. Zu den Formschwankungen kamen noch zahlreiche kleinere Verletzungen dazu, die seinen Einstand in der Bundesliga erschwerten. Nach seiner Rückkehr gegen Ende der Saison 2003/04 gehörte Lembi jedoch zum Stammpersonal der Abwehrreihe.
Lembi war bei den Anhängern des FCK durch seine akrobatische Spielweise (er baute viele kunstfertige Elemente wie Fallrückzieher, Hackentricks oder Flugkopfbälle in sein Spiel ein) und seinen Kampfgeist beliebt, weshalb man ihn auch Herbert „Air“ Lembi nannte. Da sich Lembi und der FCK jedoch nicht über die Vertragsbedingungen einigen konnten, verließ Lembi den FCK in Richtung Metalurh Donezk. Lembi absolvierte für Kaiserslautern insgesamt 90 Spiele und erzielte hierbei 3 Tore. Im Juli 2009 lief sein Vertrag bei Germinal Beerschot Antwerpen aus und er beendete daraufhin seine aktive Karriere.

## Nationalmannschaft
Für sein Heimatland, die Demokratische Republik Kongo, bestritt er vier A-Länderspiele und erzielte dabei ein Tor.

## Sonstiges
Im Jahr 2000 wurde Nzelo-Lembi der Ebbenhouten Schoen verliehen, die Auszeichnung für den besten Spieler afrikanischer Herkunft in der Jupiler League.

## Erfolge
- Belgischer Meister: 1995, 1996, 1998
- Belgischer Pokalsieger: 1996, 2002